# Silvano Bozzolini
Silvano Bozzolini né le 3 novembre 1911 à Fiesole en Toscane et décédé le 11 février 1998  à Poggibonsi est un peintre italien d'art abstrait.

## Biographie
Silvano Bozzolini est né en 1911 à Fiesole. Au début des années 1930, il apprend la peinture à l'Académie des beaux-arts de Florence où il étudie les peintres primitifs toscans.
En 1940 il est mobilisé et participe à la guerre italo-grecque.
À partir de 1945, Silvano Bozzolini vit à Florence où il contribue au journal « Posizioni », fait l'apologie d'un art nouveau rejoignant le groupe « Arte d'Oggi » et commence à réaliser des œuvres abstraites.
En 1947 il s'installe définitivement à Paris. Son atelier parisien était situé 4 rue Camille-Tahan.

## Œuvres
- Hommage aux Cosmonautes, mosaïque 7 × 6 m, Musée Fondation Pagani.
- La Jérusalem Céleste, 24 vitraux 2,30 × 2,20, dalles de verre gravé, église de Boust, Moselle.
- Évolution Dynamique, mosaïque 2 × 1,50 m  pour le parc de Mr et Mme Frey.
- Cosmos Dynamiques, Deux sculptures, une en fer soudé 1,80 × 1,20 m, l'autre en fer émaille de 3,50 × 0,70 m pour l'Elsasider de Mr S. Manetti.
- Sol du préau de l'école Belle-Feuille 115 × 55 m.

## Décorations
- Commandeur de l'ordre des Arts et des Lettres Il est fait commandeur lors de la promotion du 19 février 1993[2].